# Sacra conversazione (Vivarini)
La Sacra conversazione è un dipinto tempera su tavola (175x196 cm) di Alvise Vivarini, datato 1480 e conservato nelle Gallerie dell'Accademia a Venezia.

## Storia
La pala si trovava nella chiesa di San Francesco a Treviso. Arrivò in galleria ai primi del XIX secolo con le soppressioni napoleoniche.

## Descrizione e stile
Maria è seduta al centro, su un trono rialzato, con il Bambino in piedi sulle ginocchia. Ai lati si dispongono simmetricamente due gruppi di tre santi ciascuno: da sinistra si vedono san Ludovico di Tolosa con l'abito vescovile, sant'Antonio da Padova, con l'abito francescano e il giglio, sant'Anna, san Gioacchino, san Francesco, con le stimmate, e san Bernardino da Siena, con il monogramma di Cristo.
Lo sfondo è composto da un telo verde, ispirato a Giovanni Bellini, che le radiografie hanno confermato essere un'aggiunta successiva alla prima stesura. Si vedono poi due arcate che lasciano filtrare un cielo chiaro con alcune nubi, che schiarisce avvicinandosi all'orizzonte come all'alba.
L'opera dimostra l'aggiornamento del Vivarini alle novità portate in laguna da Antonello da Messina (a Venezia dal 1474 al 1476), addolcendo il proprio stile fino ad allora dominato dai grafismi e i colori smaltati di Andrea Mantegna e degli squarcioneschi. La gestualità dei personaggi però è ancora cristallizzata, i volumi semplificati geometricamente, la luce fredda.